# Tom Carr
Tom Carr (né à Tarragone en 1956) est un artiste contemporain, qui vit et travaille à Sant Quirze del Vallès.
Professeur à l'École Massana de Barcelone, il a enseigné à la School of Visual Arts de New York

## Biographie
Sa mère était originaire de Valencia en Espagne et son père est américain. Tom a vécu les 17 premières années de sa vie au sein des communautés universitaires américaines. Mais il passa une année en Espagne à l’âge de 5 ans où il se familiarisa avec la langue espagnole puisque scolarisé dans un établissement espagnol. À la fin de son parcours universitaire au sein de la High School aux États-Unis, il retourna en Espagne pour étudier les Beaux-Arts.

## Art

### Débuts
Faisant également de la peinture sa spécialité, Tom Carr a toujours été attiré par la sculpture ainsi que l’espace sous différentes formes : le tridimensionnel, l’espace naturel et architectural. Ainsi, les concepts d’espace mais aussi de temps sont les bases de son travail et ce, dès ses premières œuvres. On peut citer notamment l’installation de l’Espai 10 réalisée à la Fondation Miro en 1981. Avec ce travail, il débuta ce qui allait être une constante dans toute son œuvre : l’expression d’un maximum avec un minimum d’éléments—ce que Giralt Miracle appela "Spatial Minimal". 
Avec tout d’abord l’utilisation de matériaux comme les tissus tendus, les cordes mais aussi des bâtons peints; il utilisa ensuite les ombres "Posiciones relatives", Galeria Metrònom, 1983), la lumière réfléchissant sur des miroirs ("Continuum espacial", Galeria 13, Joan Prats, Instituteo de Estudios Norteamericanos, Galeria Maeght, 1984) et des projections de diapositives sur différents supports, notamment : sur des façades d'églises (Cadaqués, la Seu Vella de Lérida) - dans des intérieurs ("Cripsis", Museo de la Ciencia, et Capella, Sala Moncada de la Caixa de Barcelone et Catedral, également dans la Seu de Lérida) - sur de petits objets ("Natura Morta", Musée d'Art de Sabadell, "En très dimensiones", Fundación la Caixa à Madrid, et "Trigon" à Graz).
Après 1983, il développa simultanément, en plus de ces installations, un travail de sculpture basée sur l’architectonique et les formes stéréotypées: les tours, les escaliers, les voûtes, les ziggourats, les murs... en utilisant du bois qu’il peint ("Gamarra and Garrigues", Madrid, 1986; "Pro Arte", Freiburg; Pierre Huber, Geneva, 1987; Hans Barlach, Cologne; Krief, Paris; y Vorstadt, Basel, 1987). Les formats de ces travaux pouvant aller d’un petit morceau de six centimètres jusqu’à des dimensions de 12 mètres ("Long Red Wall" Museo de Alava). Plus tard, à Venise, il construit "Una Opéra" en bois peint de 360 × 820 × 670 centimètres et qui se trouve maintenant dans une collection privée à Florence. Ces formes ont également été utilisées pour des sculptures en plein air. La première ayant été installée en 1987 sur la place de la mairie de Sant Boi del Llobregat (Barcelone), et d'autres notamment dans les jardins du Palais de la Magdalena à Santander, à Pontevedra et à la Fondation Miró de Barcelone.
Se concrétisa alors une nouvelle étape pour Tom Carr, basée sur la simplification des formes pour aboutir à : des disques, des cylindres, des polygones, des formes d'étoiles, des hélicoïdes et des spirales qui tendent à aborder le domaine du symbolique et ainsi à exprimer les éléments du monde de l'esprit: le temps, l'être, le centre – tous représentés à la galerie Galerie Baudoin Lebon à Paris, au Salvador Riera de Barcelone, au Jan Baum de Los Angeles, au Museu de la Pasión à Valladolid. Les sculptures de cette période comprennent notamment 
Lors d'une nouvelle étape de la simplification des formes pour la forme; disques, cylindres, polygones, étoiles, hélicoïdes, et spirales qui tendent à aborder le domaine de la symbolique et ainsi à exprimer les éléments du monde de l'esprit: le temps, l'être, le centre. Ceux-ci représentés à la Galerie Baudoin Lebon à Paris, au Salvador Riera de Barcelone, au Jan Baum de Los Angeles, au Museu de la Pasión à Valladolid. Les sculptures de cette période comprennent notamment : "Punta de Terradets" à Pallars Jussá, "Open" aux ORF Landestudios Steiermark et "Cylinder" à Barcelone (Vila Olímpic). Cette étape se conclut par un travail de grandes dimensions "Seed and Helix", construction complexe qui nécessita deux années de travail avec une équipe formée de nombreux collaborateurs.
Par la suite, son travail sur le thème du temps liant le feu et l'eau prend vie au sein de deux expositions emblématiques: "Ignis et Tempus" à Graz (CC Galerie) et "Aqua et Tempus" à Tarragona (Musée d’Art Moderne).
Plus tard, il présenta "Cyclus" au Centre d'Art Santa Monica à Barcelone, une installation basée sur la roue du temps et de ses différentes représentations et aussi un projet urbain qui «clouera» différents endroits en un seul centre géographique.
En 2002 “Cycle et coïncidence” fut le titre donné à cette exposition au Musée d'Art Moderne de Céret - France.
Plus récemment, Tom Carr a travaillé à l’enrichissement de projets en plein air. On peut citer par exemple l’œuvre "Panta Rei" en acier poli, girouette en inox mat ainsi que des éléments placés sur les façades de l'école Frédéric Mistral - Tecnic Eulàlia de Sarriá à Barcelone - 2005.
Un autre exemple est la première phase de "Principium", la visualisation de l'axe de l’entrée de l’Illa Fantasia - Maresme / Catalogne, Espagne 2006 : Les formes, la taille et l'orientation des toiles, des rampes, salles de bains et formes de sols ainsi que la chromie ont été conçus par Tom Carr.
En 2007, il exposa son projet “From the imperfect garden”, composé de bois peint, de structures de cordes et d’impressions numériques sur toile à la Galeria Astarté – Madrid, Galería Sala Major – Porto/ Portugal, Studio Franck Bordas – Paris ; Alliance Française - Sabadell ainsi qu’à la Galerie Bartha & Sernaclens de Geneve.
Lors de cette même année, Tom Carr installe un ensemble permanent de sculptures extérieures “I by Numbers”, ayant pour thèmes les lectures individuelles mais aussi l’assimilation de l’art - Musée d'Art Moderne de Céret.
En 2008, Tom Carr présenta du 15 février au 31 mai 2008, à Cologny près de Genève (Suisse) "Waves" (acier poli inoxydable, 580 × 150 × 150 cm). Cette sculpture est actuellement installée au Centre Sportif de Cologny.

### Aujourd'hui

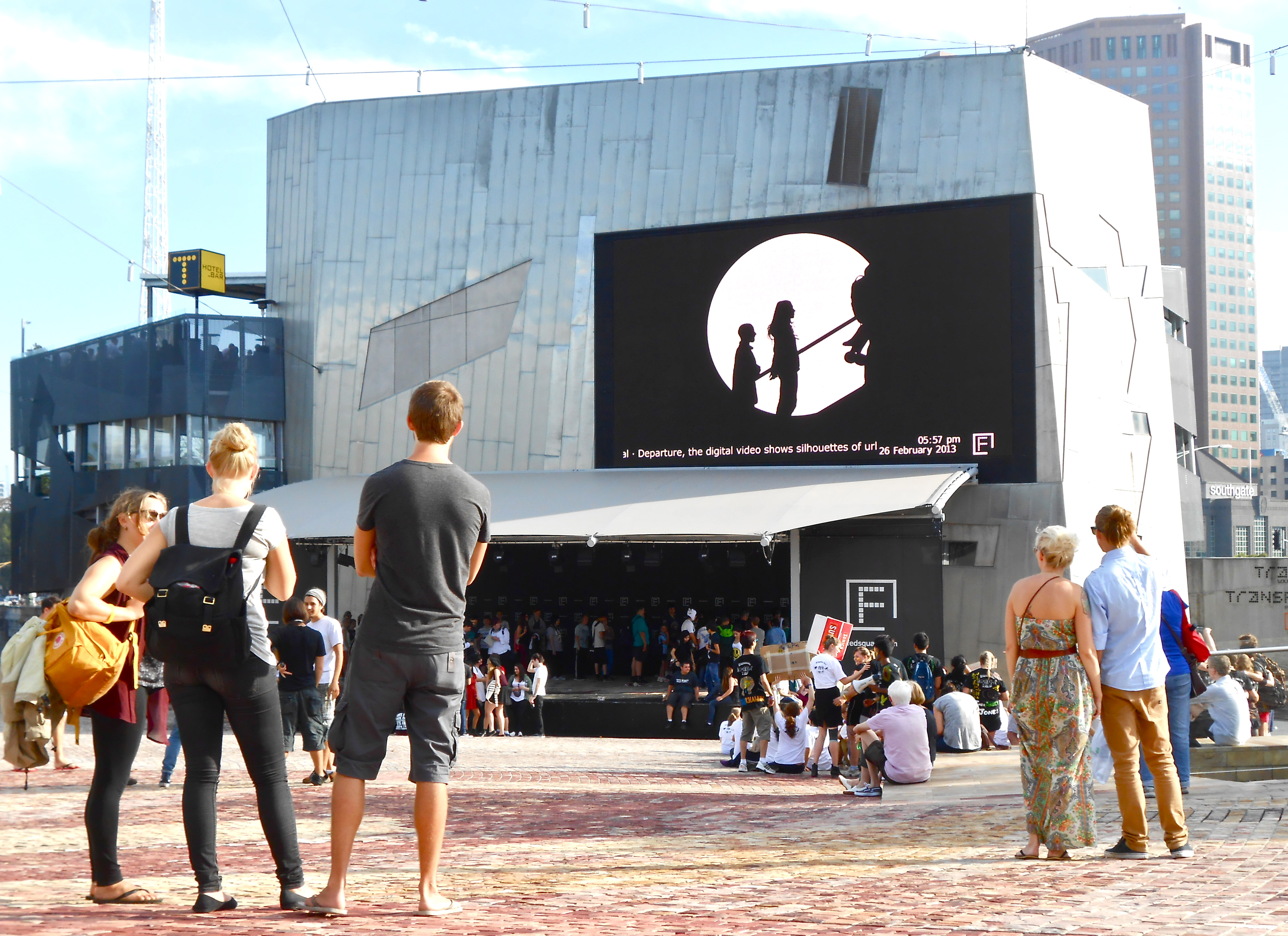
Arrival Departure, Federation Square, Melbourne - Courtesy Greta Jaeger

En ce moment, Tom Carr travaille sur plusieurs fronts:
Le premier est de poursuivre dans son univers artistique personnel. À ce titre, il travaille sur un projet intitulé Arrival/Departure, en partenariat avec Art Plural Gallery et le Streaming Museum (musée virtuel exposant des œuvres sur les écrans urbains du monde entier). Il s’agit d’une série de vignettes représentant des silhouettes de personnes, identifiables ou non, montant et descendant les marches d’un escalator. Confrontées à l’automatisme du quotidien, à l’absence de communication et à la perte d’identité, ces individus se caractérisent par le mouvement: ils sont en transit. Dénuées de repère, les silhouettes traversent leur vie sans en prendre conscience. À travers d’interminables escalators, Tom Carr décrit les lieux de passage contemporains comme autant de lieux de vie dictés par l’exigence d’instantanéité. En 2013, l'œuvre a déjà été montrée sur des écrans à Melbourne, Bucarest, sur 23 écrans de la BBC en Angleterre et à Dubaï. Elle poursuit son tour du monde et sera bientôt montrée a Singapour.
Le second serait la promotion du livre, Visualisation de la pensée, qui contient de nombreux dessins de son processus créatif à travers les 20 dernières années. Une partie de l'intention du livre est d'attirer l'attention sur l’utilisation du graphite sur papier comme une autre possibilité de créer et de développer des idées.
En dehors de ce qui précède, Carr est impliqué dans le monde académique et dans la préparation de nombreux spectacles et de projets en plein air.

## Expositions personnelles
- 2013
  - “Turritopsis...los límites de la escultura” Centro de Arte Contemporáneo Huarte, Navarra, Spain.
- 2012 
  - “eco” Fundació VallPalou, Lleida, Spain.
- 2009 
  - “Reverberatio”  Caixa Tarragona, Tarragona, Masia Can Barra, Sant Quirze del Vallés and Sala d’exposicions de la UAB, Universitat Autonoma de Barcelona, Spain.
- 2007 
  - «Du jardin imparfait» Galerie Bartha & Senarclens, Genève;
  - «Del jardin imperfecto», Studio Franck Bordas, Paris;
  - «Do jardim imperfeito», Galería Sala Maior, Porto, Portugal;
  - «Del jardin imperfecto», Galeria Astarté, Madrid;
- 2004 
  - Obra Recente, Galería Maior, Porto, Portugal;
  - Galería Verena Hofer, Bâle, Suisse;
  - Galería Maria Martín, Madrid;
- 2003 
  - Le Noël de Tom Carr au Musée de Céret, Musée d’Art Moderne de Céret, France;
  - Versus, Monasterio de Ntra Sra del Prado, Valladolid;
- 2002 
  - Cycle et coïncidence, Musée d’Art Moderne de Céret, France;
- 2001 
  - Spirals Studio, Atelier Franck Bordas, Paris;
  - Global Crossing Art Presentation, Pavillon Gabriel, Paris;
  - Casino de Madrid, Madrid, Museo di Naviglio, Milan;
  - «Memoria» Galeria Maria Martin, Madrid;
- 2000 
  - New Art, Galeria Nova Tres, Barcelone;
  - «Orbis» (Pamplona) Pabellon de los Mixtos y Horno, Pamplone;
  - «Orbis» Centre d’Art de Santa Mónica, Barcelone;
  - «Cyclus» Caja de Burgos, Burgos;
- 1999 
  - «Cranc» Sala Àgora, Ayuntamiento de Cambrils, Cambrils;
  - «Urbs Quadrata» Àgora, Universidad Pompeu Fabra, Barcelone;
  - Galeria Verena Hofer, Barcelone;
  - Galerie Hotel Square, Paris;
- 1997 
  - «Quatriduum» Galeria Pérgamon, Barcelone;
  - «AQUA ET TEMPUS» Museu d’Art de Tarragona, Tarragona;
  - «IGNIS ET TEMPUS» Galerie CC, Graz, Autriche;
- 1996 
  - «Idea / Procés / Espai / Obra»;
  - Sala d’exposiciones «El Roser», Lleida;
- 1995 
  - «STABLE UNSTABLES» Sales Municipals, Girona;
  - «The Golden Dream» Museo de la Pasión, Valladolid Verena Hofer, Barcelone;
- 1994 
  - «Cripsis» La Fábrica, Abarca de Campos;
  - FIAC Galerie Baudoin Lebon, Paris;
  - Galeria Cadaqués, Cadaqués;
- 1993 
  - Galerie CC, Graz;
- 1992 
  - Jan Baum Gallery, Los Angeles, Californie;
  - Pavelló de Catalunya, Expo 92, Sevilla;
  - Galeria Art Dama, Calafell;
- 1991 
  - Galeria Salvador Riera, Barcelone;
  - Galerie Blancpain Stepczynski, Genève;
  - Espace d’Art Contemporain St Ravy Demangel, Montpellier, France;
  - Espace Contemporain Gouberne, St. Guillem le Desert, France;
  - Galeria Cadaqués, Cadaqués;
- 1990 
  - Galerie Baudoin Lebon, Paris;
  - Galeria Central, Sabadell;
  - Galeria Evelio Gayubo, Valladolid;
- 1989 
  - Galerie Pro Arte, Fribourg, Allemagne;
  - Galeria Trayecto, Vitoria;
  - Galerie CC, Graz, Austria;
  - Galeria Cadaqués, Cadaqués;
  - «Conﬁ guracions de la Memoria Poètica» Tinglado II, Moll de Costa, Tarragona;
  - Ado Galerie, Amberes, Belgique;
  - Galerie Mesmer, Bâle;
  - Jan Baum Gallery, Los Angeles, Californie;
- 1988 
  - Galerie Hans Barlach, Hambourg;
  - Galeria Sebastiá Jané, Girona;
  - Pascual Lucas Espai, Valencia;
  - Casa de Cultura Bellreguard, Bellreguard, Valencia;
- 1987 
  - Galerie Krief, Paris;
  - Galeria Cadaqués, Cadaqués;
  - Galerie Vorstadt, Basel;
  - Galerie Hans Barlach, Köln;
  - «Una Opera», Galeria Luigi Deambrogi, Venice;
  - Galerie Pierre Huber, Genève;
  - Centre d’Arts Plastiques de St. Fons, Lyon;
  - ARCO, Galeriá Cadaqués, Madrid;
  - FORUM, Galerie Pierre Huber, Zürich;
- 1986 
  - Galeria Gamarra Garrigues, Madrid;
  - «Skutpturen-Zechnnugen», Galerie Pro Arte, Fribourg, Allemagne;
  - Construcciónes Imaginarias» Galeria Dau al Set, Barcelone;
  - «Erahnte Bauform» Gerald Just, Hanovre;
- 1985 
  - Espace UN, Halle Sud, Genève;
  - Galeria Cadaqués II, Cadaqués;
  - «Catedral» La Seu Vella, Lleida;
  - «Cripsis» Museo de la Ciencia, Barcelone;
- 1984 
  - «Capella» Sala de la Caixa,c. Montcada, Barcelone;
  - «Natura Morta» Espai 84, Museo de Art de Sabadell;
  - Galeria Cadaqués, Cadaqués;
- 1983 
  - Continuum Espacial» Galeria Trece, Galeria Joan Prats;
  - Galeria Maeght, Institute of North American Studies, Barcelone;
- 1982 
  - «Posicións Relatives» Metrònom, Barcelone;
- 1981 
  - Espai 10, Fundació Joan Miró, Barcelone;

## Œuvres publiques et extérieures
- PRINCIPIUM (Première phase) Le concept de la visualisation de l'axe de zone d'entrée de Illa Fantasia: des formes, la taille et l'orientation des toiles, des rampes, salles de bains et les planchers, et tous les modèles de couleur. Surface au sol, 3500 mètres carrés. Hauteur des toiles de 15 m. Illa Fantasia, Maresme, Catalogne, 2006
- PANTA REI en acier inoxydable poli, mât / girouette et des éléments sur les façades des bâtiments situés sur le bloc de l'école, Frédéric Mistral - Tecnic Eulàlia de Sarrià, Barcelone, 2005
- PEEP-WHEEL peinte en acier inoxydable, diamètre 800 cm. × 200 cm., r2 M-50, Madrid, 2004
- AQUA SOL et dallage complet de leurs piscines, Waterworld, Lloret de Mar, 2003
- OPEN II en acier peint, 600 × 360 × 515 cm., Österreichischer Skulpturenpark (Sculpture Park autrichienne), Graz, Autriche, 2003
- ENTRADA dallage complet de l'entrée de l'Aqua Diver, Platja d'Aro, 2003
- PISCINA A L'INVERS - installation dans un restaurant au Waterworld, Lloret de Mar, 2003
- DUC en acier inoxydable poli et granit noir, Sant Quirze del Vallès, 2003
- CONTINUUM poli et peint en acier inoxydable, 15,00 × 4 × 4 cm formant l’élément central, le reste formé de tailles variables. Municipalité de Sant Quirze del Vallès, Barcelone et Antilla, Cuba, 2002
- PRISMA en acier inoxydable poli, 45,2 × 250 × 45,2 cm, résidence privée, Collection Fontana Destriuex, Tarragone 2000
- CYLINDER 1992 en acier inoxydable poli, 99 × 99 × 45 cm, Jardins del Camp Nou, le Futbol Club Barcelona 1999
- SEED & HELIX peinte en acier inoxydable et de l'eau, 3900 × 1900 × 1900 cm, Siège de la Société Générale, La Défense, Paris 1995
- WIND Métal peint, 200 × 200 × 870 cm, siège de Sony Electronics Company, San Jose en Californie 1993
- CYLINDER métal peint, 400 × 400 × 1095 cm, Villa Olimpica, Barcelone 1992
- PUNTA DE TERRADETS en acier inoxydable poli et eau, 1800 × 300 × 275 cm, Pas de Terradets, Pallars Jussà, Espagne 1992
- OPEN en métal peint, 660 × 360 × 515 cm, ORF Landestudios Steiermark, Graz, Autriche 1991
- AGULLA ciment peint, 1200 × 150 × 150 cm, Jardí escultures d', Fundació Joan Miró, Barcelone 1990
- ARC DE TRIOMF métal peint, 700 × 1400 × 370 cm, Milenario de Cataluña, Solsona, Espagne, 1989
- ENTRADA ciment peint et lumière projetée parfois la nuit, 750 × 1050 × 450 cm, Moll de la Costa, Tarragone 1989
- MIRADOR granit, 360 × 800 × 160 cm, Paseo de la Alameda, Pontevedra 1988
- SANS TITRE métal peint, 500 × 650 × 1300 cm, Universidad Internacional Menéndez Pelayo, Jardines del Palacio de la Magdalena, Santander 1988
- HOMENATGE A LA UNITAT EUROPEA ciment renforcé et argiles réfractaires, 750 × 350 × 350 cm, Plaça de l'Ajuntament, Sant Boi de Llobregat 1987